# Ciriacremum filiverpatum
Ciriacremum filiverpatum är en insektsart som beskrevs av Günther Enderlein 1910. Ciriacremum filiverpatum ingår i släktet Ciriacremum och familjen rundbladloppor. Inga underarter finns listade i Catalogue of Life.